# Радужное тело

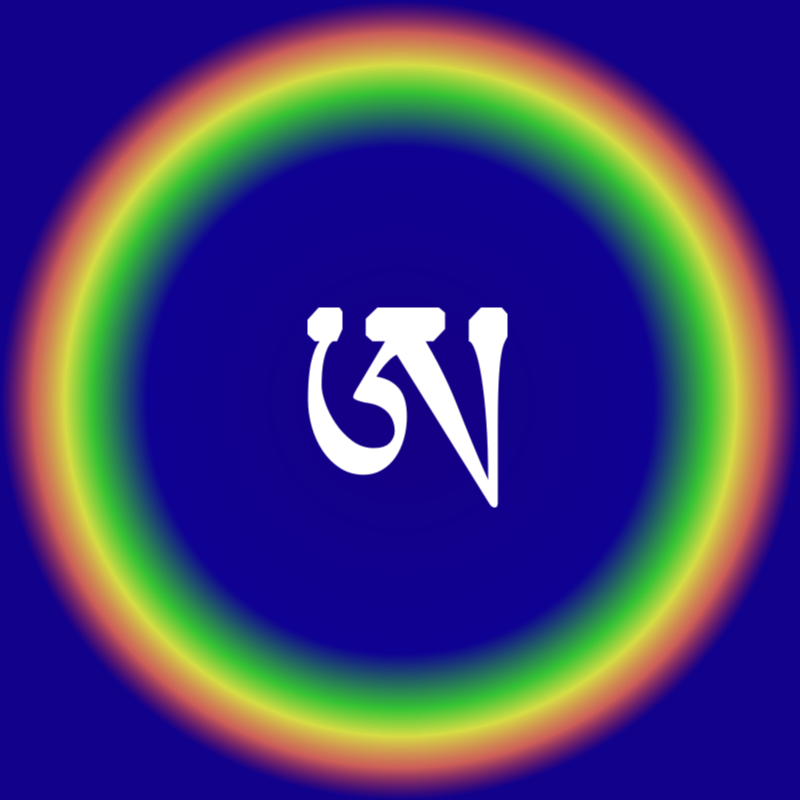

Радужное тело ( тиб. འཇའ་ལུས་, Вайли ’ja’ lus ‘радужное тело’, тиб. འོད་སྐུ་, Вайли ’od sku ‘тело света’) — термин в тибетском буддизме, обозначающий финальную стадию духовного пути в традициях Дзогчен, Ньингма и Бон, на которой тело адепта, якобы полностью растворяется в воздухе или воде, распространяя вокруг радужное пятицветное сияние.

## Описание термина
Согласно традиции тибетского буддизма, реализация радужного тела адептом является финальной стадией его духовного пути. При реализации радужного тела адепт добровольно заканчивает свой земной путь.  В случае полной реализации радужного тела, физическое тело адепта исчезает полностью.  В истории тибетского буддизма отмечены случаи когда после реализации радужного тела от человека остаются только волосы и ногти.  Неполной или малой реализацией радужного тела называется смерть адепта, при которой тело адепта не исчезает, но сильно уменьшается в размере, распространяя вокруг себя радужное сияние.
В письменной традиции Дзогчена содержатся сведения о том, что многие великие мастера Дзогчена завершили свою земную жизнь подобным образом (начиная от первоучителя Дзогчена Гараба Дордже  до тибетских мастеров XX в.).
Естественно-научные подтверждения существования физического феномена, соответствующего термину радужное тело, на сегодняшний день, отсутствуют.

## Сходства
Определённые сходства с описанием реализации радужного тела в буддизме можно найти в текстах других религий (в частности, в даосских описаниях достижения бессмертия), новых религиозных движений и эзотерических писателей.
Так, например, некоторые католические исследователи усматривают сходство между феноменом радужного тела и Воскресением Иисуса Христа.